# Crime Scene (chương trình truyền hình Hàn Quốc)
Crime Scene (Hangul: 크라임씬) là một chương trình tạp kỹ của Hàn Quốc với các thành viên Hong Jin Ho, Park Ji-yoon, NS Yoon-G, Jun Hyun-moo, Lim Bang-geul và Kang Yong-suk là người chơi mùa đầu tiên. Mùa đầu tiên bao gồm 10 tập và phát sóng trên JTBC từ ngày 10 tháng 5 đến ngày 12 tháng 7 năm 2014.
Hong Jin-ho và Park Ji-yoon trở lại trong mùa thứ hai. Cùng với các thành viên mới Jang Jin, Jang Dong-min và Hani. Mùa thứ hai bắt đầu vào ngày 1 tháng 4 năm 2015 và phát sóng vào Thứ Tư lúc 23:00 hàng tuần.
Mùa thứ ba bắt đầu phát sóng vào ngày 28 tháng 4 năm 2017 cùng một tập phim mở đầu được phát sóng một tuần trước đó. Chương trình bao gồm các thành viên cũ là Park Ji-yoon và Jang Jin, cũng như những người mới đến, Kim Ji-hoon, Yang Se-hyung và Jung Eun-ji.

## Luật chơi

### Mùa 1
Khi bắt đầu trò chơi, những người chơi (cả diễn viên và khách mời định kỳ) được giới thiệu đến "Hiện trường vụ án", đó là một màn tái hiện của một cảnh giết người được dựng trên một khu vực sân khấu và được giao nhiệm vụ tìm ra kẻ giết người là ai.
- Tóm tắt vụ án: Khi phát hiện ra hiện trường vụ án, người chơi nhận được một "tóm tắt vụ án", bao gồm một bản tóm tắt các sự kiện xảy ra trước vụ án mạng và một danh sách các nghi phạm. Ngay sau đó, mỗi người chơi chọn một nghi phạm để nhập vai như phần còn lại của trò chơi. Các người chơi sẽ được cung cấp thông tin chi tiết hơn về nghi phạm mà họ đang nhập vai, bao gồm tính cách của nghi phạm, nơi ở trong khi án mạng xảy ra, mối quan hệ với các nghi phạm khác và (trong trường hợp là kẻ giết người) có thể được sử dụng để chống lại họ. Phần còn lại của cuộc điều tra được chia thành nhiều phân đoạn:
- Giới thiệu: Mỗi người chơi tự giới thiệu mình là nghi phạm mà họ đang nhập vai, cung cấp một số thông tin cơ bản về mối quan hệ của họ với nạn nhân và mô tả nơi ở của họ trước và trong khi vụ án xảy ra. Những người chơi khác được phép đặt câu hỏi trong thời gian này nhưng người chơi đang đưa ra bằng chứng ngoại phạm của họ không bắt buộc phải trả lời.
- Điều tra hiện trường: Mỗi người chơi được dành mười phút điều tra hiện trường vụ án để tìm manh mối. Để giúp người chơi ghi nhớ những manh mối mà họ cho là quan trọng, mỗi người cũng được cung cấp một máy ảnh có thể chụp tới mười bức ảnh. Đối với hai vụ án đầu tiên, phân đoạn này người chơi được xếp riêng lẻ, tuy nhiên từ vụ án thứ ba trở đi, người chơi được xếp thành một cặp để điều tra.
- Suy luận 5 phút hoặc Suy luận tự do:
  - Suy luận 5 phút: Sau khi mọi người kết thúc Điều tra hiện trường, mỗi người chơi có năm phút để trình bày bất kỳ bằng chứng nào họ có thể tìm thấy hoặc giả thuyết mà họ suy luận. Để giúp trình bày quan điểm của họ, một chiếc bảng,bút xóa khô và nút đánh dấu được cung cấp. Họ cũng được phép đặt câu hỏi cho người chơi khác có liên quan đến bằng chứng, tuy nhiên đồng hồ sẽ không tạm dừng khi đặt câu hỏi câu hỏi. Ngoài ra, chỉ người chơi hiện đang cung cấp bằng chứng mới được phép hỏi bất kỳ câu hỏi nào.
  - Suy luận tự do: Tương tự như Suy luận 5 phút, ngoại trừ việc không áp dụng giới hạn thời gian cho người chơi và mọi người đều được phép đặt câu hỏi.
- Bầu chọn kẻ tình nghi đầu tiên: Thường được diễn ra sau cuộc họp, người chơi bí mật bỏ phiếu cho người mà họ hiện đang nghĩ là tội phạm. Kết quả tổng thể sau đó được tiết lộ cho tất cả người chơi sử dụng trong suốt cuộc thảo luận sau.
- Thảo luận tự do: Người chơi được ngồi trong một vòng tròn và được phép tự do thảo luận về vụ án để đi đến thống nhất về kẻ giết người. Người chơi chỉ có thể sử dụng bằng chứng thu thập được đến tại thời điểm đó và không được phép quay lại hiện trường vụ án trong phân đoạn này. Họ cũng được đưa ra gợi ý về quá trình của vụ án để hỗ trợ cho cuộc thảo luận của họ.
  - Gợi ý: Hai manh mối bổ sung chỉ vào kẻ giết người được đưa cho người chơi trong Thảo luận tự do. Những gợi ý này có thể bao gồm từ các báo cáo khám nghiệm tử thi, đến đồ đạc cá nhân của các nghi phạm, đến một bản ghi hình CCTV từ ngày xảy ra vụ án mạng.
- Điều tra bổ sung tại chỗ: Tất cả những người chơi tập trung tại hiện trường vụ án để điều tra và thảo luận thêm. Phân khúc này thường là khi người chơi điều tra các khu vực họ bỏ lỡ trong Cuộc điều tra hiện trường ban đầu và khám phá các giả thuyết được thảo luận trong Thảo luận tự do. Phân đoạn này được diễn ra cùng lúc với Cuộc thẩm vấn 1 đối 1.
  - Thẩm vấn 1 đối 1: Tại một số thời điểm trong Điều tra bổ sung tại chỗ, mỗi người chơi đến phòng thẩm vấn và gọi một người chơi khác đến để thảo luận với họ. Sau khi được gọi, người chơi được triệu tập phải rời khỏi hiện trường vụ án ngay lập tức và đến phòng thẩm vấn. Khi người chơi được triệu tập đến, người chơi được dành 3 phút cho bất kỳ cuộc thảo luận nào họ muốn có. Mặc dù mọi người thường dùng ba phút được sử dụng để thẩm vấn người chơi được triệu tập, nhưng cũng đã có trường hợp được sử dụng để người chơi bàn luận và hợp tác với nhau một cách riêng tư. Người chơi có thể được triệu tập nhiều lần và do đó có thể mất thời gian quý báu mà thay vào đó có thể được sử dụng để điều tra thêm về hiện trường vụ án.
- Bầu chọn hung thủ cuối cùng: Sau khi tất cả người chơi đã có Cuộc thẩm vấn 1 đối 1, trò chơi sẽ đi đến cuộc bỏ phiếu cuối cùng. Tại thời điểm này, bất kỳ cuộc điều tra bổ sung nào đều bị cấm, mặc dù người chơi vẫn có thể tự do thảo luận với nhau. Mỗi người chơi sau đó bí mật bỏ phiếu cho người mà họ nghĩ là hung thủ và kết quả của những phiếu bầu này quyết định kết quả của trò chơi.

Sau cuộc bỏ phiếu hung thủ cuối cùng, người chơi nhận được nhiều phiếu nhất sẽ bị "bắt giữ" và bị nhốt trong nhà tù tạm thời, và những người chơi bỏ phiếu cho người đó được tiết lộ. Nếu người chơi bị bắt là tội phạm, tất cả những người bỏ phiếu cho người chơi đó sẽ nhận được một túi tiền vàng. Tuy nhiên, nếu người chơi bị bắt không phải là tội phạm, tên hung thủ thật sự sẽ giành được tất cả các đồng tiền vàng mà những người chơi khác vốn giành được.

### Phần 2
Những thay đổi nhỏ đã được thực hiện theo định dạng trong Phần 2.
- Bổ sung vai trò "Thám tử": Trong mọi trường hợp, một trong những người chơi hiện được giao vai trò "thám tử". Thám tử luôn vô tội và do đó có thể phục vụ như một đồng minh đáng tin cậy cho những người chơi khác. Ngoài ra, thám tử được trao hai phiếu thay vì một, và được phép chia chúng hoặc bỏ phiếu cho cùng một nghi phạm hai lần. Cuối cùng, thám tử hiện là người chơi duy nhất có thể yêu cầu Thẩm vấn 1 kèm 1.
- Thay đổi phân phối giải thưởng: Thay vì một túi tiền vàng, mỗi người chơi nhận được ₩ 1.000.000 (appx. $ 1.000 USD) để đoán chính xác tên tội phạm (thám tử nhận được gấp đôi số tiền nếu họ sử dụng cả hai phiếu bầu của họ cho cùng một nghi phạm). Như trong Phần 1, nếu tên tội phạm không bị bắt, tên tội phạm sẽ lấy tất cả tiền thắng thay thế. Khi mùa giải kết thúc, chỉ có 3 người chơi hàng đầu có thể giữ thu nhập của họ (tất cả các khách được coi là một người chơi cho mục đích này).

### Mùa 3
- Trợ lý của thám tử: Trong phần 2, trợ lý của thám tử là một thành viên phi hành đoàn, người đã giúp đưa ra gợi ý cho các diễn viên, cũng như đưa các nghi phạm vào lúc bắt đầu tập phim và hộ tống họ đến các cuộc thẩm vấn 1 kèm 1 với thám tử. Trợ lý của thám tử có vai trò lớn hơn trong Phần 3. Ngoài ra, anh ta hiện đang ngồi trong Bản tóm tắt nơi người chơi thảo luận về bằng chứng và thám tử có thể tham khảo ý kiến của anh ta trước khi bỏ phiếu hình sự đầu tiên. Trợ lý của thám tử do nam diễn viên Kim Min-kyu thủ vai trong phần 3.
- Điều tra tại chỗ: Người chơi hiện được phép 15 phút để khảo sát hiện trường vụ án và tìm kiếm bằng chứng.

## Thành viên chính

### Thông tin chung
| Tên           | Ngày sinh         | Nghề nghiệp                           |
| ------------- | ----------------- | ------------------------------------- |
| Park Ji-yoon  | 23 tháng 3, 1979  | Người dẫn chương trình                |
| Hong Jin-ho   | 31 tháng 10, 1982 | Game thủ                              |
| Jun Hyun-moo  | 7 tháng 11, 1977  | Người dẫn chương trình                |
| NS Yoon-G     | 6 tháng 9, 1988   | Ca sĩ                                 |
| Lim Bang-geul | 1979              | Luật sư                               |
| Kang Yong-suk | 3 tháng 12, 1969  | Người dẫn chương trình, Luật sư       |
| Jang Jin      | 24 tháng 2, 1971  | Đạo diễn                              |
| Jang Dong-min | 20 tháng 7, 1979  | Người dẫn chương trình, Diễn viên hài |
| Hani          | 1 tháng 5, 1992   | Ca sĩ                                 |
| Kim Ji-hoon   | 9 tháng 5, 1981   | Diễn viên                             |
| Yang Se-hyung | 18 tháng 8, 1985  | Người dẫn chương trình, Diễn viên hài |
| Jung Eun-ji   | 18 tháng 8, 1993  | Diễn viên, Ca sĩ                      |

### Sơ đồ thời gian tham gia
| Thành viên    | Mùa 1 | Mùa 1  | Mùa 2  | Mùa 3 | Mùa 3  |
| Thành viên    | 1 - 6 | 7 - 10 | 1 - 11 | 1 - 7 | 8 - 12 |
| ------------- | ----- | ------ | ------ | ----- | ------ |
| Park Ji-yoon  |       |        |        |       |        |
| Hong Jin-ho   |       |        |        |       |        |
| Jun Hyun-moo  |       |        |        |       |        |
| Kim Yoon-ji   |       |        |        |       |        |
| Lim Bang-geul |       |        |        |       |        |
| Kang Yong-suk |       |        |        |       |        |
| Jang Jin      |       |        |        |       |        |
| Jang Dong-min |       |        |        |       |        |
| Hani          |       |        |        |       |        |
| Kim Ji-hoon   |       |        |        |       |        |
| Yang Se-hyung |       |        |        |       |        |
| Jung Eun-ji   |       |        |        |       |        |

## Ratings
- Ở Hàn Quốc, một chương trình nhận được 1% ratings mỗi tập phát sóng đã là một thành công.
- Lượng ratings cao nhất biểu hiện bằng màu đỏ, và lượng ratings thấp nhất biểu hiện bằng màu xanh

### Mùa 1
| Tập | Ngày phát sóng           | AGB Nielsen |
| --- | ------------------------ | ----------- |
| 1   | ngày 1 tháng 4 năm 2015  | 0.760%      |
| 2   | ngày 8 tháng 4 năm 2015  | 1.051%      |
| 3   | ngày 15 tháng 4 năm 2015 | 1.080%      |
| 4   | ngày 22 tháng 4 năm 2015 | 1.452%      |
| 5   | ngày 29 tháng 4 năm 2015 | 1.202%      |
| 6   | ngày 6 tháng 5 năm 2015  | 1.318%      |
| 7   | ngày 13 tháng 5 năm 2015 | 1.318%      |
| 8   | ngày 20 tháng 5 năm 2015 | 1.332%      |
| 9   | ngày 27 tháng 5 năm 2015 | 1.447%      |
| 10  | ngày 3 tháng 6 năm 2015  | 1.179%      |
| 11  | ngày 10 tháng 6 năm 2015 | 1.324%      |
| 12  | ngày 17 tháng 6 năm 2015 | 1.678%      |
| 13  | ngày 24 tháng 6 năm 2015 | 1.536%      |

| Tập | Ngày phát sóng           | AGB Nielsen |
| --- | ------------------------ | ----------- |
| 0   | ngày 21 tháng 4 năm 2017 | 0.807%      |
| 1   | ngày 28 tháng 4 năm 2017 | 1.143%      |
| 2   | ngày 5 tháng 5 năm 2017  | 1.703%      |
| 3   | ngày 12 tháng 5 năm 2017 | 1.900%      |
| 4   | ngày 19 tháng 5 năm 2017 | 1.365%      |
| 5   | ngày 26 tháng 5 năm 2017 | 1.226%      |
| 6   | ngày 2 tháng 6 năm 2017  | 1.566%      |
| 7   | ngày 9 tháng 6 năm 2017  | 1.437%      |
| 8   | ngày 16 tháng 6 năm 2017 | 1.583%      |
| 9   | ngày 23 tháng 6 năm 2017 | 1.399%      |
| 10  | ngày 30 tháng 6 năm 2017 | 1.568%      |
| 11  | ngày 7 tháng 7 năm 2017  | 1.806%      |
| 12  | ngày 14 tháng 7 năm 2017 | 1.478%      |